# 宇喜多秀家
宇喜多秀家（日语：／ Ukita Hideie，1572年—1655年12月17日）是日本戰國時代、安土桃山時代的大名。豐臣政權五大老之一，受秀吉下賜羽柴氏，通稱「羽柴備前宰相」（《毛利家文書》）。秀家為宇喜多直家之嫡子，母親是於福之方，曾為豐臣秀吉的養子。幼名和通稱均為“八郎”，正室為前田利家之女豪姬。

## 經歷
1581年，在他9歲的時候，生父宇喜多直家病逝。翌年，在織田信長的安排下，重回宇喜多家繼承家督。元服時，取羽柴秀吉的“秀”字命名為“秀家”，後來成為秀吉的養子。
本能寺之變前後，協助秀吉出兵攻打備中高松城和支援秀吉返還京畿與明智光秀決戰。由於年幼，多由叔父宇喜多忠家代理領軍，並由戶川秀安及長船貞親等宇喜多直家的舊臣輔佐。
天正12年（1584年）在小牧、長久手之戰擔任大坂城的守備，並擊退雜賀眾的侵攻。天正13年（1585年）3月，參戰紀州征伐、四國征伐時，於讚岐上陸後，加入阿波地區的戰線。
1586年與秀吉的養女豪姬（生父為前田利家）結婚。秀吉受天皇賜姓豐臣後，由秀吉指定隨姓豐臣、苗字羽柴而成為豐臣氏一門眾。
1587年參加九州征伐，並擔任先鋒於日向地區奮戰，武功受到秀吉的認同，正式獲封為57萬4千石的親藩大名（此時他姓豐臣苗字羽柴並非外樣），擁有備前國、美作國、播磨國西部和備中國東部，敘官從四位下參議兼員外官左近衛權中將。負責監視毛利家。天正18年（1590年）也參戰小田原征伐。
1592年，參與文祿之役，並擔任在朝鮮的總大將，在碧蹄館之戰中，擔任後陣的本隊總大將，與先鋒隊總大將小早川隆景聯手設伏，一度使輕騎冒進的明軍李如松部陷入苦戰（實際上是重臣戶川達安替其建立戰功）。而這個功績也使他晉升為從三位的中納言。其後1597年的慶長之役也有參戰，率左軍攻略南原城，並在全羅道、忠清道地區奮戰，後來著手興建順天倭城。翌年慶長3年（1598年），獲秀吉任命成為五大老之一，當時他年僅26歲，是五大老中最年輕者。

## 宇喜多騷動
年輕的宇喜多秀家雖然是重量級的大名，但其家臣們也多是萬石級以上的重臣，因此秀家對於本家內部的統御並不順利。正室豪姬進門時從娘家前田氏所帶來的家臣中村次郎兵衛，與宇喜多舊臣戶川達安、岡貞綱等人間的爭鬥日烈，戶川要求秀家處分中村次郎兵衛，但遭到秀家拒絕。中村次郎兵衛後來逃回前田家，戶川等人於是佔據大坂的屋敷。秀家原本打算暗殺戶川達安，但戶川達安受到一向與秀家交惡的宇喜多詮家（秀家的堂兄）庇護，雙方關係緊張，再加上派系間還有基督教及日蓮宗的宗教問題，後來更演變成一些宗教糾紛。最後在德川家康及大谷吉繼的仲裁下，戶川達安、宇喜多詮家、岡家利、花房正成等優秀武將遭到放逐與蟄居處分，使秀家失去了不少主力人材，造成宇喜多家政治、軍事的衰退。其後被放逐的武將成為家康的家臣，並在關原之戰中加入東軍，與秀家對抗。

## 關原之戰
豐臣秀吉的親信石田三成趁德川家康對上杉用兵之途中，興兵討伐德川，深受豐臣厚愛的宇喜多秀家予以支持，擔任西軍副總帥，並以57萬4千石之姿派遣了西軍在關原戰場上最多的部隊，約1萬7000，秀吉的正室寧寧也參加了宇喜多軍的出陣式。秀家隨後即率軍攻打京都伏見城、伊勢國長島城，並進入美濃國大垣城與西軍本隊會合。在關原戰場中，身為主力的秀家與福島正則隊激戰，但受到同樣曾經是豐臣秀吉養子的小早川秀秋所背叛，形勢急轉直下；在西軍的大谷隊覆滅、主將大谷吉繼自盡後，秀家曾經一度想回擊小早川秀秋部隊，但在明石全登的勸阻下撤退。

## 流放生涯
秀家躲過了東軍的追捕，成功逃進伊吹山，在矢野五右衛門家裡藏匿。但領地被家康沒收，繼承秀家領地的正是小早川秀秋。秀家不久再變裝潛逃到島津氏的領地薩摩國牛根鄉，於1604年為幕府所獲。幸賴島津家久和前田利長為秀家求情，免除了死刑，暫時軟禁於駿河國久能山。慶長11年（1606年），秀家被幕府流放到八丈島，而豪姬也因此返回娘家前田家。在豪姬娘家加賀前田氏及宇喜多舊臣花房正成的支援下（前田家每两年提供白米70俵和金子35两），平安地在八丈島渡過了50年餘生。原本在元和2年（1616年）時，前田利常欲協助秀家恢復大名之身，並從前田家分出十萬石的領地，但因秀家不願背棄對豐臣氏的忠誠，斷然拒絕。
秀家於明曆元年（1655年）11月20日病逝，法名樹松院明室壽光或尊光院伝秀月久福大居士，子孫直到明治時代才恢復自由之身。
墓所：東京都八丈町大字大賀鄉稻葉墓地、東京都板橋區板橋丹船山藥王樹院東光寺。

## 登場作品
小說
- 豐臣一族（中央公論新社、司馬遼太郎著）
- 心傷備前烏：備前宰相秀家之母（山陽新聞、森本繁著）
- 戰國的宇喜多一族（山陽新聞、高山友禪著）
- 宇喜多秀家：被秀吉託付夢想的男人（PHP研究所、野村敏雄（日语：野村敏雄）著）
- 宇喜多秀家：備前物語（文藝春秋、津本陽（日语：津本陽）著）
- 宇喜多的樂土（文藝春秋、木下昌輝（日语：木下昌輝）著）
- 宇喜多秀家之松（論創社、縞田七重（日语：縞田七重）著）
- 梟的系譜 宇喜多四代（講談社、上田秀人（日语：上田秀人）著）

影視劇
- 大坂城之女（日语：大坂城の女）（1970年、KTV、演：大月正太郎）
- 女太閤記（1981年、NHK大河劇、演：阪本良介）
- 關原（日语：関ヶ原 (テレビドラマ)）（1981年、TBS、演：三浦友和）
- 德川家康（1983年、NHK大河劇、演：濱田光夫（日语：浜田光夫））
- 真田太平記（日语：真田太平記 (テレビドラマ)）（1985年、NHK水曜時代劇、演：石濱朗（日语：石濱朗））
- 燃放愛情的戰國女子（日语：豊臣家の人々#映像作品）（1988年、TBS、演：野村宏伸）
- 女子們的百萬石（日语：女たちの百万石）（1988年、NTV、演：田中健（日语：田中健 (俳優)））
- 德川家康（日语：徳川家康 (1988年のテレビドラマ)）（1988年、TBS、演：五代高之）
- 秀吉（1996年、NHK大河劇、演：西手武）
- 梟之城（1999年、東宝、演：櫻木誠）
- 葵德川三代（2000年、NHK大河劇、演：香川照之）
- 利家與松（2002年、NHK大河劇、演：芦田昌太郎）
- 功名十字路（2006年、NHK大河劇、演：安田顯）
- 戰國自衛隊・關原之戰（日语：戦国自衛隊・関ヶ原の戦い）（2006年、NTV、演：大澤樹生（日语：大沢樹生））
- 天地人（2009年、NHK大河劇、演：須賀貴匡）
- 寧寧：女太閤記（2009年、TX）
- 江~公主們的戰國~（2011年、NHK大河劇、演：齊藤悠（日语：斉藤悠））
- 軍師官兵衛 （2014年、NHK大河劇、演：武田航平）
- 真田丸（2016年、NHK大河劇、演：高橋和也）
- 關原（2017年、東寶、演：生島翔）
- 怎麼辦家康（2023年、NHK大河劇、演：栁俊太郎）